# Marielle Franco
Marielle Francisco da Silva, còn có tên là Marielle Franco, (27 Tháng 7 năm 1979 – 14 tháng 3 năm 2018) là nhà hoạt động chính trị, nữ quyền và nhân quyền người Brasil. Bà là ủy viên hội đồng thành phố của Phòng thành phố Rio de Janeiro đại diện cho Đảng Xã hội chủ nghĩa và Tự do (PSOL) từ tháng 1 năm 2017 cho đến khi bà bị ám sát vào ngày 14 tháng 3 năm 2018.
Bà có những chỉ trích mạnh mẽ về các hành vi lạm quyền của cảnh sát và các vụ giết người không qua xét xử, cũng như vụ việc hồi tháng 2 năm 2018, khi Tổng thống Brasil Michel Temer can thiệp ở cấp độ liên bang ở bang Rio de Janeiro, dẫn đến việc triển khai quân đội trong các hoạt động của cảnh sát.

## Tiểu sử
Franco lớn lên và cư ngụ chủ yếu ở Maré, một khu ổ chuột ở bắc Rio de Janeiro. Franco xác nhận là thành viên của cộng đồng LGBT, và vào năm 2017, bà chuyển đến khu Tijuca liền với Rio de Janeiro cùng với người bạn đời Mônica Benício, và cô con gái, Luyara Santos.
Franco đã sinh đứa con duy nhất của mình năm 1998. Năm 2000, bà bắt đầu học dự bị đại học.. Franco nuôi con mà không có sự giúp đỡ của cha đứa bé và làm việc giáo viên mầm non với mức lương tối thiểu. Năm 2000, sau cái chết của một người bạn do một viên đạn lạc, Franco bắt đầu tham gia các hoạt động nhân quyền.
Năm 2002, bà nhập học Đại học Giám mục Giám mục Công giáo Rio de Janeiro bằng học bổng, tiếp tục làm việc và nuôi dạy con gái khi bà có bằng khoa học xã hội. Bà tiếp tục lấy bằng thạc sĩ Hành chính công tại Đại học Liên bang Fluminense. Bà đã viết luận án thạc sĩ của mình ("UPP: Sự xuống cấp của các khu ổ chuột trong ba chữ cái") về chương trình thực thi pháp luật để chiếm lại quyền kiểm soát của các khu ổ chuột trong thành phố từ các băng nhóm.

## Sự nghiệp chính trị

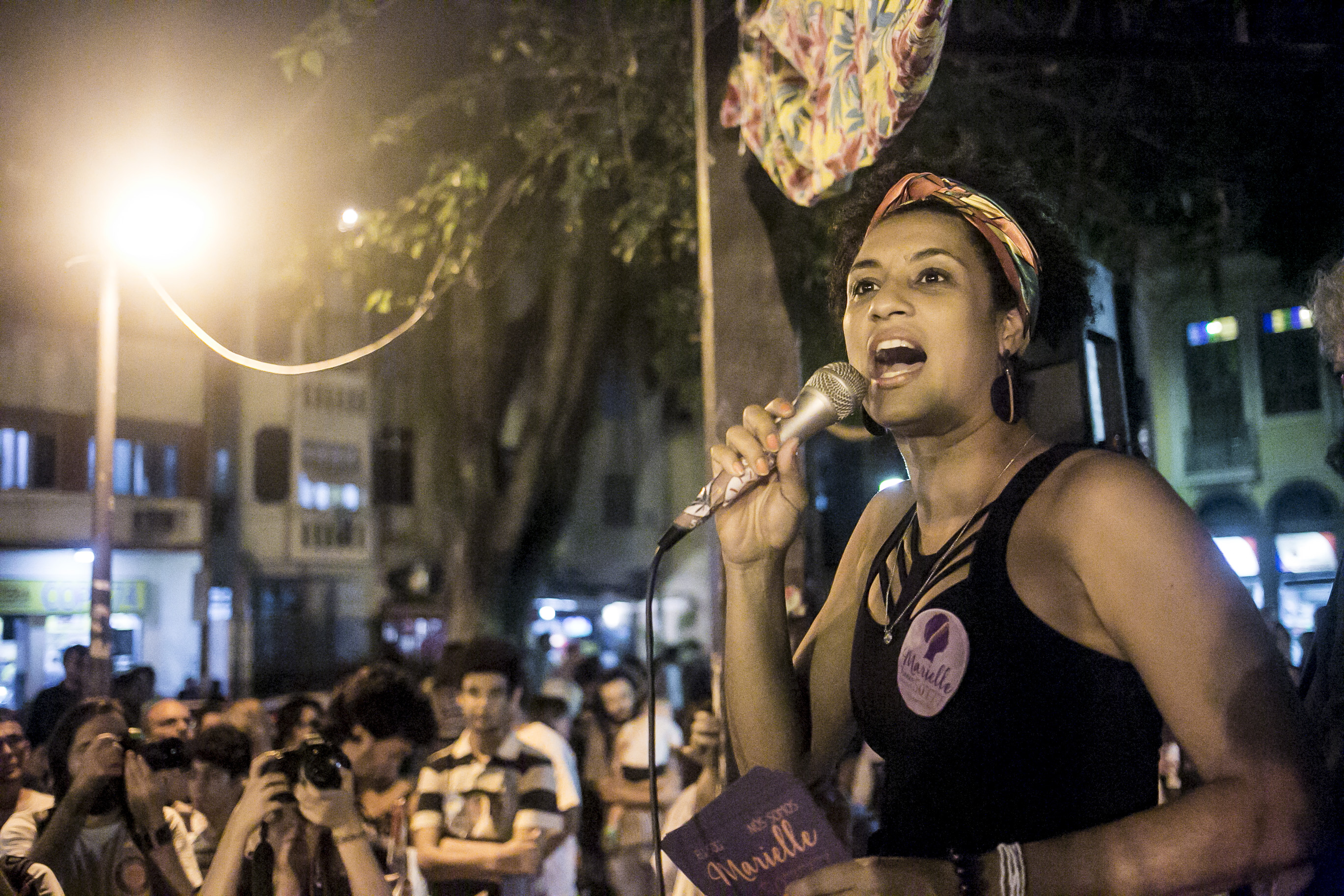
Marielle Franco tháng 8 năm 2016

Trước khi tham gia hội đồng thành phố, Franco làm việc cho dân biểu Marcelo Freixo trong tư cách điều phối viên tư vấn và trợ giúp Ủy ban Bảo vệ Nhân quyền và Dân quyền tại Hội đồng Lập pháp bang Rio de Janeiro (ALERJ). Trong nỗ lực giành ghế trong hội đồng thành phố Rio de Janeiro tại bầu cử năm 2016, Franco đã nhận được 46.500 phiếu bầu. Bà nhận được số phiếu bầu thứ năm trong số hơn 1.500 ứng cử viên và là một trong 51 người được bầu.
Là một thành viên của hội đồng thành phố, Franco đã chiến đấu chống lại bạo lực giới, quyền sinh sản và quyền của cư dân các khu ổ chuột. Cô làm chủ tịch Ủy ban Bảo vệ Phụ nữ và thành lập một bộ phận của một ủy ban gồm bốn người giám sát vụ can thiệp của liên bang ở Rio de Janeiro. Hồi tháng 8 năm 2017, bà làm việc với Mặt trận Đồng tính nữ Rio de Janeiro để trình dự luật thiết lập ngày cho người đồng tính nữ ở Rio de Janeiro, tuy vậy dự luật này đã bị bác với tỉ lệ phiếu 19-17.

## Những ngày cuối đời và vụ ám sát

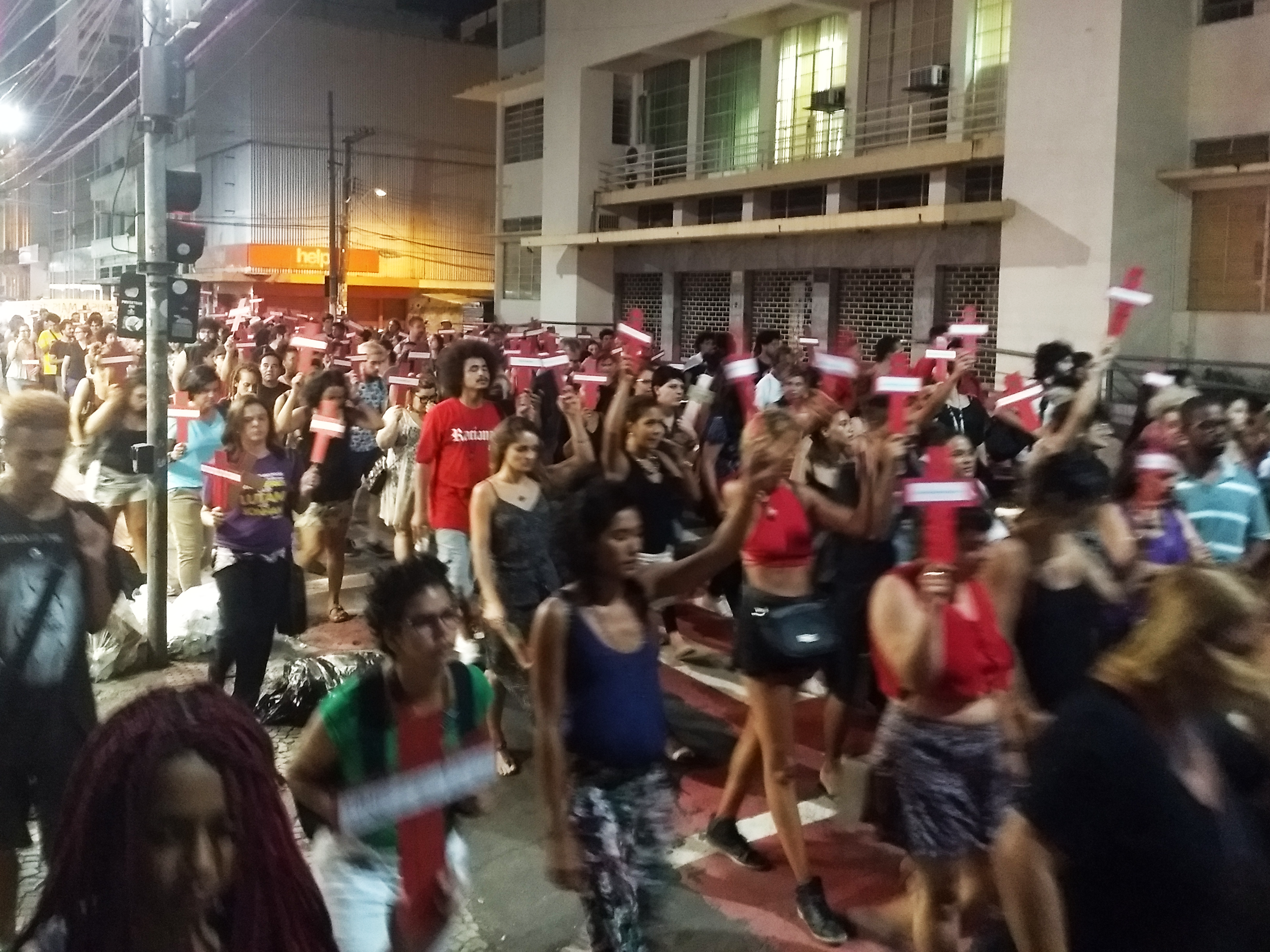
Biểu diễn được tổ chức tại Vitória để tôn vinh kỷ niệm của Marielle Franco và Anderson Pedro Gomes.

Vào ngày 13 tháng 3 năm 2018, Franco phát biểu trên Twitter về vụ bạo lực của cảnh sát tại Rio: "Một vụ giết người khác nhằm vào một thanh niên có thể do cảnh sát thực hiện. Matheus Melo rời khỏi nhà thờ khi cậu ta bị giết. Có bao nhiêu người khác sẽ phải chết vì cuộc chiến này kết thúc? " Ngày hôm sau, Franco tham dự một cuộc thảo luận bàn tròn có tiêu đề" Các công trình di chuyển thanh niên đen "(Jovens Negras Movendo Estruturas). Chưa đầy hai tiếng đồng hồ sau khi rời khỏi bàn tròn, lái xe của cô, Anderson Pedro Gomes và cô đã bị hai người đàn ông bắn từ một chiếc xe khác. Những người đàn ông bắn chín phát đạn vào họ, trong đó có bốn viên trúng Franco - ba phát ở đầu và một phát ở cổ.
Marcelo Freixo, thành viên hội đồng lập pháp Rio từ PSOL, người đã đến hiện trường ngay sau khi nghe tin về vụ ám sát cô, xác định rằng các viên đạn đã được hướng vào cô trong một hành động rõ ràng. Theo cảnh sát Rio de Janeiro, hướng của chín bức ảnh ủng hộ giả thuyết Franco bị ám sát vì hoạt động chính trị của cô. Nhân viên báo chí của Franco đã ở cạnh cô trong ghế sau và sống sót sau những chấn thương  Các viên đạn giết Franco là từ một hợp đồng mua bán do cảnh sát liên bang ở Brasilia mua vào năm 2006  Bộ trưởng Công an Raul Jungmann sau đó nói rằng họ đã bị đánh cắp từ một bưu điện ở Paraiba.
Hàng ngàn người đã xuống đường trong các cuộc phản đối phối hợp khắp Brasil, cả Tổ chức Ân xá Quốc tế và Tổ chức Theo dõi Nhân quyền lên án việc giết hại cô.